# Iubi (interfață la realitate)
Iubi (interfață la realitate) este primul album de studio lansat de cantautorul român Florin Chilian. Albumul a fost lansat în 29 noiembrie 2001, la casa de discuri Soft Records, în format compact disc. A fost reeditat în anul 2008, de către Roton, versiunea reeditată având suplimentar o variantă nouă la piesa „Chiar dacă...”. 

## Lista pieselor
Toate melodiile sunt scrise și compuse de Florin Chilian. 
| Iubi (interfață la realitate) |                                         |                 |          |  |
| Nr.                           | Titlu                                   | Versuri         | Lungime  |  |
| 1.                            | „Ursitoare”                             | Florin Chilian  | 4:06     |  |
| 2.                            | „Lumi albe”                             | Florin Chilian  | 4:20     |  |
| 3.                            | „So Why”                                | Florin Chilian  | 4:21     |  |
| 4.                            | „Vecina de sus”                         | Florin Chilian  | 4:08     |  |
| 5.                            | „Iubi”                                  | Florin Chilian  | 5:37     |  |
| 6.                            | „Cântecu' lu' Tănase”                   | Florin Chilian  | 4:12     |  |
| 7.                            | „Întoarce-te când dorm”                 | Florin Chilian  | 5:30     |  |
| 8.                            | „Salvează-mă de mine”                   | Florin Chilian  | 4:52     |  |
| 9.                            | „Chiar dacă...”                         | Florin Chilian  | 4:50     |  |
| 10.                           | „Taxe”                                  | Florin Chilian  | 3:19     |  |
| 11.                           | „Pașaport pentru suflet”                | Florin Chilian  | 5:12     |  |
| 12.                           | „Chiar dacă... (în 2008) (bonus track)” | Florin Chilian  | 3:28     |  |
| Lungime totală:               | Lungime totală:                         | Lungime totală: | 00:56:28 |  |

## Detalii tehnice
- Florin Chilian – muzică, texte, compoziții originale, vocal, chitare, elemente de orchestrație
- Adi Manolovici – orchestrație, chitare, claviaturi, sequencer, premixaje (piesele 1–10)
- Berti Barbera – invitat (piesa 5)
- Ștefan Elefteriu – orchestrație, mixaje ﬁnale, digital mastering, producător muzical (piesa 11)